# Von Hessenstein
von Hessenstein var en grevlig ätt med nummer 82 på Riddarhuset. 
Den härstammade från svenske kung Fredrik I:s barn med Hedvig Taube, som upphöjdes till grevligt stånd. Namnet kommer av att Fredrik I var lantgreve av Hessen. Den svenska ätten von Hessenstein utslocknade år 1808.
Fredrik I:s brorsonson, Wilhelm I av Hessen-Kassel, gav även han sina utomäktenskapliga barn detta ättenamn och det levde vidare i Tyskland efter 1808.

## Kända medlemmar
- Fredrik Vilhelm von Hessenstein